# Поуис
 По̀уис  (на уелски: Powys, произношение в Англия Па̀уис и Па̀уъс, звуков файл и буквени символи за произношение ) е административна единица в Уелс със статут на графство (на английски: county). Създаден е със Закона за местното управление от 1994 г. чрез обединяване на териториите на историческите графства Брекнокшър, Радноршър и Монтгомъришър. Областта е разположена в Среден Уелс и граничи с Гуинед, Денбишър и Рексъм на север, Керъдигиън и Кармартъншър на запад, Нийт Порт Толбът, Ронда Кънън Таф, Мърдър Тидфил (окръг), Карфили, Блайнай Гуент и Мънмътшър на юг.

## История
Графството носи името на уелското княжество, което достига най-голямата си мощ през XII век. Поради разположението му в граничната област Marches тук културите на Уелс и Англия се смесват, а плодородните речни долини на Севърн и Уай се разпростират на запад и изток от границата. Удобните транспортни връзки по тях допринасят за развитието на търговските връзки с градовете Шрусбъри и Херефорд.

## Градове
- Брекън
- Билт Уелс
- Крикхауъл
- Ланвайр Кайрейнион
- Ланвълин
- Ландриндод Уелс
- Ланидлойс
- Лануртид Уелс
- Махънлет
- Монтгомъри (Уелс)
- Найтън
- Нютаун
- Престийн
- Рейъдър
- Талгарт
- Уелшпул
- Хей он Уай
- Ъстрадгънлайс

## Села
- Кайрсус
- Лансантфрайд ъм Мехайн